# 国籍マーク

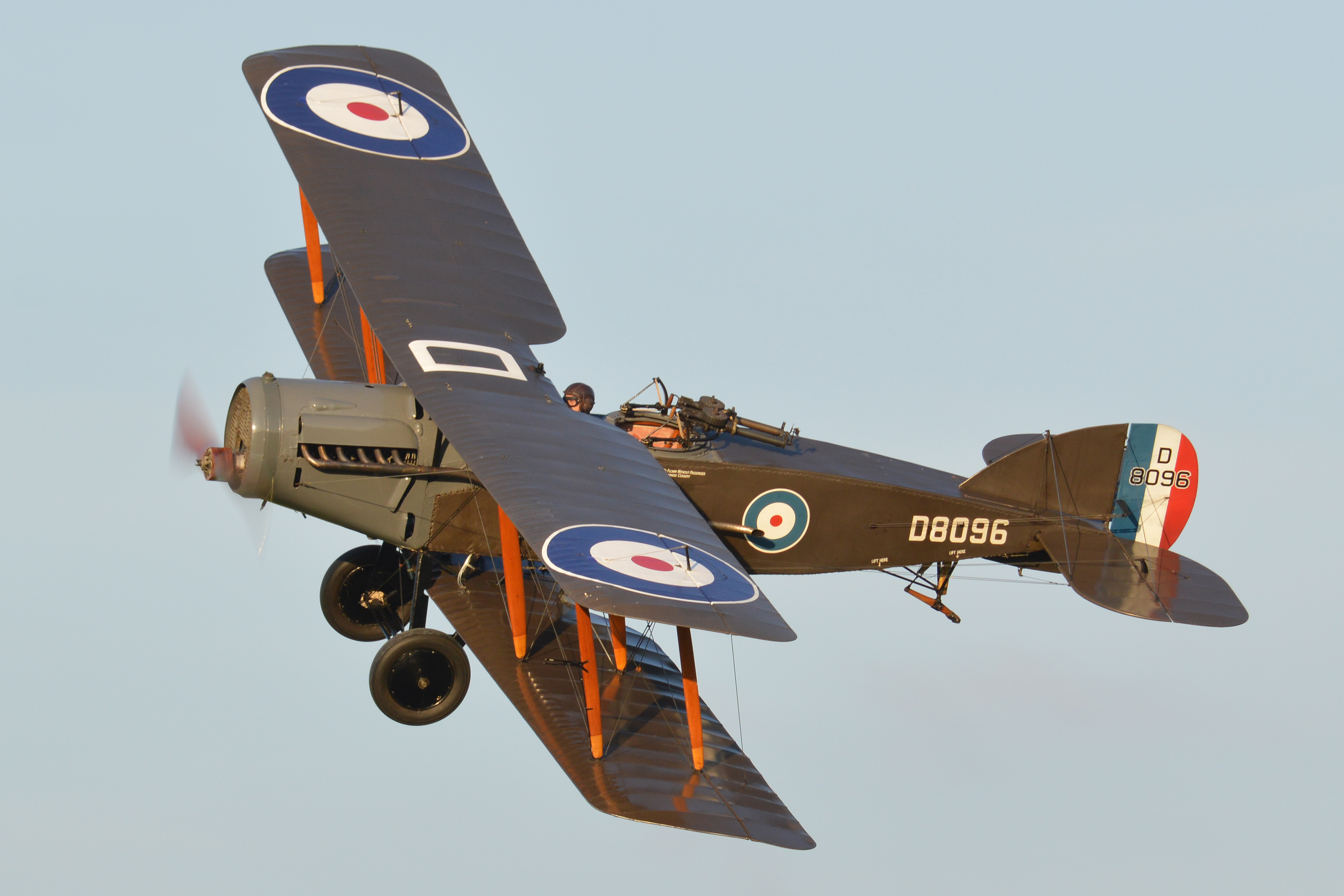
第一次世界大戦中に標準化された英国のマーキングをした軍用機 ブリストル F.2 ファイター

国籍マーク（こくせきマーク）は、主として軍用機の機体または軍用車両の車体に、所属する国籍を識別するために塗装・貼付される標章。国旗の配色に基づく図形（同心円等）、その国を象徴する意匠、または両者の組み合わせが用いられる。国籍標識、国籍識別標とも。

## 概要
航空機の翼章に用いられている国籍マークについては、円形章を用いているケースが多く、機体側面や主翼などに描かれている。第一次世界大戦時にフランス軍が自国機に国籍表示として円形章を描いたのが始まりとされ、これはフランスの国旗の三色旗を円形章にしたものであった。探知技術の発達によりステルス性が問題となってからは、カラーではなく灰色の濃淡で描いた低視認性（ロービジビリティー Low-visibility 略してロービジとも）の国籍マークも描かれるようになった。ステルス機に描く場合はステルスコーティングなどの観点から使用できる色が限られるため、必然的に低視認型となる。また、垂直尾翼にフィンフラッシュ(Fin flash)と呼ばれる国籍表示を行なう場合もあり、例えばイギリス機の場合は、赤・白・青の三色旗状のマークが用いられる。

## 世界各国の国籍マーク、およびその変遷
（特に断らない場合は円形パターン。同心円の配色は外側→内側の順に述べる。また画像リンクは特記なき場合は空軍現行のマーク）
- 日本 : 赤。現行の自衛隊機は原則として白縁が付き、ロービジは外縁を含めた二重丸の濃淡で表現される。ただし民間機の多くは縁なし、海保機は国旗そのままの長方形のマークを使用している。旧軍においては機体色、所属、時期などによって縁なし、白縁、黒縁、白帯地に赤丸等のバリエーションがみられた。
- 中華人民共和国 : 赤い細帯の中央に割り込んだ、縦書き金文字「八一」（建軍記念日8月1日の意味）のある赤い星。全意匠に金の縁取り。
- 中華民国（台湾）：青い空の中心に描かれた白い太陽（青天白日）
- 大韓民国 : 赤線入り白細帯の上に赤青の太極文様
- 朝鮮民主主義人民共和国 白の区切り入り青・赤、中心に赤い星
- イギリス : 青・白・赤（フランスと逆順）ロービジ化
  - イギリス連邦に属するいくつかの国の国籍マークは、イギリスと配色は同じだが、中央の赤の部分が、その国を象徴する物（動植物等）のシルエットになっているものがある。
    - カナダ : サトウカエデ
    - オーストラリア : カンガルー
    - ニュージーランド : キウイ鳥
- フランス : 赤・白・青
- ドイツ : 黒十字（バルケンクロイツ）
  - 東ドイツ : ナショナルカラーの方形、中央に国章を重ねる
- アイルランド : 緑・白・橙の巴
- アンゴラ : 赤・黒の巴
- エストニア : 青・黒・白の三角形
- イスラエル : 白地に青の六芒星
- イタリア : 緑・白・赤
- オーストリア : 赤地に白三角形
- トルコ : 赤・白・赤
- ポルトガル : キリスト騎士団の十字
- スウェーデン : 黄・青（青部分の中に黄色い王冠のシルエットが3つ、逆三角形状に並べて描きこまれる）
- フィンランド : 白・青・白（第二次世界大戦終了までは白地に青の鉤十字であった）

- アメリカ合衆国
  - 軍用機 : 青枠を付けた、赤線入り白細帯の上に、青に白い星
  - 軍用車両 : 白い星
- ソ連 : 赤い星（時期によって縁なし、白縁、白・赤縁、黒縁、マリットなどのバリエーションあり、また銀色の星、黒い星なども）
- ロシア : 赤い星に青・白・赤の縁取り（ソビエト連邦の主権を実質的に引き継いだ当初は共産主義を示す赤い星、国旗、国旗カラーであったが、星の意匠はそのままにロシアの国旗と同じ汎スラヴ色を採用した）
- ベラルーシ : 赤い星、国旗
- ウクライナ : 青・黄（時期によって黄・青、三角形の図案等数種あり）、国章の「トルィズーベツィ」（三叉の鉾。英語で言うトライデント）
- カザフスタン : 黄縁のある赤い星に国旗と同じ太陽と鷲の図案防空軍
- タジキスタン : 緑の星
- ペルー : 赤・白・赤
- アルゼンチン : 水・白・水
- チリ : 青と赤のツートーンの盾、中央に白い星。垂直尾翼ラダー：青地に白い星

## 国籍マークの一覧

### 現行

アイスランド
アイルランド
アゼルバイジャン
アフガニスタン
アブハジア
アメリカ合衆国
アメリカ合衆国（低認識型）
アメリカ合衆国（低認識型・別パターン）
アメリカ沿岸警備隊
アラブ首長国連邦
アラブ首長国連邦（低認識型）
アルジェリア
アルゼンチン（海軍）
アルゼンチン
アルバニア
アルメニア
アンゴラ
イエメン
イギリス
イギリス（低認識型）
イギリス（低認識型・別の仕様）
イスラエル
イタリア
イラン
インド
インドネシア
インドネシア（海軍）
インドネシア（陸軍）
ウガンダ
ウクライナ
ウクライナ（海軍）
ウズベキスタン
ウルグアイ
ウルグアイ（海軍）
エクアドル
エクアドル（海軍）
エジプト
エストニア
エチオピア
エリトリア
エルサルバドル
沿ドニエストル共和国
オーストラリア
オーストラリア（低認識型）
オーストラリア（陸軍）
オーストリア
オランダ
オランダ（低認識型）
オランダ（低認識型・別パターン）
ガーナ
ガイアナ
カザフスタン
カタール
カナダ（低認識型）
カナダ
ガボン
カメルーン
カンボジア
北マケドニア
北マケドニア（胴体側面用）
ギニア
ギニアビサウ
キューバ
ギリシャ
ギリシャ（海軍・低認識型）
キルギス
グアテマラ
クウェート
クロアチア
クロアチア（低認識型）
ケニア
コートジボワール
コモロ
コロンビア
コロンビア（低認識型）
コロンビア（海軍）
コロンビア（海軍・低認識型）
コンゴ共和国
コンゴ民主共和国
サウジアラビア
サウジアラビア（低認識型）
サントメ・プリンシペ
ザンビア
シエラレオネ
ジブチ
ジャマイカ
ジョージア
シリア
ジンバブエ
スイス
スウェーデン
スウェーデン（低認識型）
スーダン
スペイン
スリナム
スリランカ
スロバキア
スロバキア（低認識型）
スロベニア
セイシェル
赤道ギニア
セネガル
セルビア
セルビア（低認識型）
ソマリア
大韓民国
韓国（低認識型）
タイ王国
タジキスタン
タンザニア
チェコ（左側）
チェコ（胴体側面用、左側）
チェコ（胴体側面用、左側、低認識型）
チェコ（右側）
チェコ（胴体側面用、右側）
チャド
中央アフリカ
中華人民共和国
中華人民共和国（低認識型）
中華民国（台湾）
中華民国（台湾）（低認識型）
チュニジア
朝鮮民主主義人民共和国
チリ
チリ（低認識型）
デンマーク
ドイツ
トーゴ
ドミニカ共和国
ドミニカ共和国（低認識型）
トリニダード・トバゴ
トルクメニスタン
トルコ
ナイジェリア
ナイジェリア（海軍）
ニジェール
日本
日本（低認識型）
ニュージーランド
ニュージーランド（低認識型）
ネパール
ノルウェー
ノルウェー（胴体側面用）
ノルウェー（胴体側面用、低認識型）
バーレーン
パキスタン
パナマ
パナマ（低認識型）
バハマ
パプアニューギニア
パラグアイ
ハンガリー
ハンガリー（胴体側面用）
ハンガリー（胴体側面用、低認識型）
バングラデシュ
フィリピン
フィリピン（低認識型）
フィンランド
ブータン
ブラジル
ブラジル（低認識型）
ブラジル（海軍）
ブラジル（陸軍）
フランス
フランス（海軍）
フランス（海軍・低認識型）
ブルガリア
ブルキナファソ
ブルネイ
ブルンジ
ベトナム
ベナン
ベネズエラ
ベネズエラ（海軍）
ベラルーシ
ベリーズ
ペルー
ペルー（低認識型）
ペルー（海軍）
ペルー（海軍・低認識型）
ベルギー
ポーランド
ポーランド（国境警備隊）
ボスニア・ヘルツェゴビナ
ボツワナ
ボリビア
ポルトガル
ポルトガル（低認識型）
香港
ホンジュラス
マダガスカル
マラウイ
マリ共和国
マルタ
マルタ騎士団
マレーシア（海軍）
マレーシア
南アフリカ共和国
南アフリカ共和国（低認識型）
南キプロス
ミャンマー
メキシコ
メキシコ（海軍）
メキシコ（低認識型）
モーリシャス
モーリタニア
モザンビーク
モルディブ
モルドバ
モロッコ
モンゴル
モンテネグロ
ヨルダン
ラオス
ラトビア
リトアニア
リビア
ルーマニア
ルクセンブルク
ルワンダ
レソト
レバノン
ロシア
国際連合
北大西洋条約機構
民間防衛

### 廃止されたもの

アイルランド （1922年 - 1923年）
アイルランド （1939年 - 1954年）
アフガニスタン首長国（1924年-1928年）
アフガニスタン王国（1928年-1929年）
アフガニスタン王国 （1929年 - 1967年）
アフガニスタン王国 （1967年 - 1978年）
アフガニスタン民主共和国 （1978年-1983年）
アフガニスタン共和国 （1983年 - 1992年）
アフガニスタン・イスラム国（1992年-2002年）
アメリカ合衆国 （1917年 - 1918年、1919年 - 1942年）
アメリカ合衆国 （1918年 - 1919年）
アメリカ合衆国 （1942年 - 1943年）
アメリカ合衆国 （1943年）
アメリカ合衆国 （1943年 - 1947年）
アメリカ海兵隊 （1912年）
アラブ連合共和国
アルゼンチン （海軍、1962年 - 1964年）
アルジェリア （1962年 - 1964年）
アルバニア人民共和国 （1946年 - 1958年）
アルバニア人民共和国 （1958年-1960年）
アルバニア社会主義人民共和国 （1960年 - 1991年）
アルバニア社会主義人民共和国 （別の仕様、1960年 - 1991年）
アンゴラ （1975年）
アンゴラ （1975年 - 1980年）
イエメン王国
イエメン・アラブ共和国
イエメン人民民主共和国
イギリス （海軍、1914 - 1915年）
イギリス （1937年 - 1942年）
イギリス （1942年 - 1947年）
イギリス東南アジア司令部（英語版）、 （1942年）
イギリス東南アジア司令部 （1942年 - 1946年）
イスラエル （1946年 - 1982年）
イスラエル （別の仕様、1946年 - 1982年）
イタリア王国
イタリア王国 （胴体側面用）
イタリア社会共和国
イタリア社会共和国 （胴体側面用）
イラク （1963年 - 1989年）
イラク （1958年 - 1963年、1989年 - 2003年）
インド （1947年 - 1950年）
インドネシア （1946年 - 1949年）
ウガンダ
ウクライナ （1919年）
エジプト王国 （1939年 - 1945年）
エジプト王国 （1945年 - 1958年）
オーストラリア （1942年 - 1946年）
オーストラリア （1943年 - 1946年）
オーストリア＝ハンガリー帝国 ブルガリア王国 ドイツ帝国 オスマン帝国
オーストリア＝ハンガリー帝国 ブルガリア王国 ドイツ帝国 オスマン帝国（別の仕様）
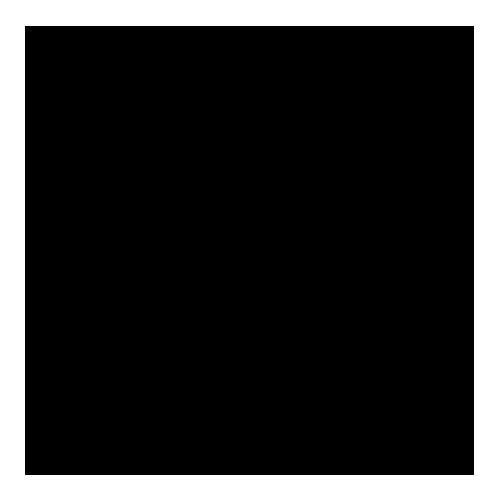
オスマン帝国（別の仕様） （1909年 - 1918年）
オートボルタ （1959年 - 1984年）
オランダ （1914年 - 1921年）
オランダ オランダ領東インド （1939年 - 1940年）
カタンガ国
カナダ （1946年 - 1965年）
韓国 （1950年 - 2000年）
クメール共和国 （1970年 - 1975年）
民主カンプチア （1975年 - 1979年）
カンプチア人民共和国 （1979年 - 1989年）
カンプチア人民共和国 （別の仕様、1979年 - 1989年）
カンボジア国 （別の仕様、1989年 - 1991年）
カンボジア国 （別の仕様、1989年 - 1991年）
キューバ （1955年 - 1959年）
キューバ （1959年 - 1962年）
クロアチア独立国（1941年 - 1945年）
クロアチア独立国（別の仕様、1941年 - 1945年）
クロアチア （1991年 - 1994年）
コスタリカ （1948年 - 1949年）
コスタリカ （1964
- ファイル:年 - 1994年）
コロンビア （1925年 - 1953年）
コンゴ人民共和国 （1970年 - 1991年）
ザイール
ザイール（別の仕様）
シャム （1940年 - 1941年）
シャム （1941年 - 1945年）
自由フランス
シリア （1948年 - 1958年）
シリア （1963年 - 1972年）
シンガポール （1968年 - 1973年）
シンガポール （1973年 - 1990年）
スイス （1914年 - 1947年）
スウェーデン （1927年 - 1937年）
スーダン （1956年 - 1970年）
スペイン共和国 （1931年 - 1939年）
スペイン内戦中のナショナリスト派 （1936年 - 1939年）
ナショナリスト派 （別の仕様、1936年 - 1939年）
ナショナリスト派 （別の仕様、1936年 - 1939年）
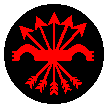
ナショナリスト派 スペイン国 （1939年 - 1945年）
スリランカ （1950年 - 2010年）
スロバキア共和国 （1939年 - 1945年）
スロベニア （1991年 - 1996年）
スルプスカ共和国
スルプスカ共和国（別仕様）
セルビア王国 （1912年 - 1915年）
セルビア王国 （1915年 - 1918年）
セルビア人・クロアチア人・スロベニア人王国 （1923年 - 1929年）
セルビア （2006年）
ソビエト連邦 （1922年 - 1943年）
ソビエト連邦 （1943年 - 1991年）
チェコスロバキア （1918年 - 1920年）
チェコスロバキア （左側、1920年 - 1926年）
チェコスロバキア （右側、1920年 - 1926年）
チェコスロバキア （胴体側面用、左側、1920年 - 1926年）
チェコスロバキア （胴体側面用、右側、1920年 - 1926年）
チェコスロバキア （左側、1926年 - 1992年）
チェコスロバキア （右側、1926年 - 1992年）
チェコスロバキア （胴体側面用、左側、1926年 - 1992年）
チェコスロバキア （胴体側面用、右側、1926年 - 1992年）
チェチェン
中華民国 （1916年 - 1920年）
中華民国 （1920年 - 1921年）
中華民国（台湾） （1928年 - 1991年）
中華民国（台湾） （1928年 - 1991年）
チリ （1918年 - 1930年）
ドイツ （1917年 - 1945年）
ドイツ民主共和国 （1955年 - 1959年）
ドイツ民主共和国 （1959年 - 1990年）
トルクメニスタン （1991年 - 2011年）
トルコ （1923年 - 1972年）
トルコ （別の仕様、1918年 - 1928年）
ニカラグア （1962年 - 1979年）
ニカラグア （別の仕様、1962年 - 1979年）
ニカラグア
ニュージーランド （1943年 - 1946年）
ノルウェー （1914年 - 1940年）
ハイチ （1961年 - 1964年）
ハイチ （1964年 - 1986年）
ハイチ （1986年 - 1989年）
ハンガリー民主共和国 （1918年 - 1919年）
ハンガリー民主共和国 （胴体側面用、1918年 - 1919年）
ハンガリー評議会共和国 （1919年）
ハンガリー王国 （1938年 - 1941年）
ハンガリー王国 （胴体側面用、1938年 - 1941年）
ハンガリー王国 （1941年 - 1945年）
ハンガリー第二共和国 （1948年 - 1949年）
ハンガリー人民共和国 （1949年 - 1951年）
ハンガリー人民共和国 （1951年 - 1990年）
ハンガリー （1990年 - 1991年）
ハンガリー （胴体側面用、1990年 - 1991年）
ビアフラ共和国
フィンランド （1918年 - 1945年）
ブラジル （1914年 - 1918年）
ブラジル （1943年 - 1945年）
ブルガリア王国 （1938年 - 1941年）
ブルガリア王国 （1941年 - 1944年）
ブルガリア王国 （1944年 - 1946年）
ブルガリア人民共和国 （1946年 - 1948年）
ブルガリア人民共和国 （1948年 - 1990年） ブルガリア共和国 （1990年 - 1992年）
ベトナム共和国 （1956年 - 1975年）
ベナン人民共和国 （1975年 - 1990年）
ベネズエラ （1920年 - 1924年）
ボスニア・ヘルツェゴビナ （1992年 - 1998年）
ボプタツワナ （1972年 - 1994年）
ポーランド （1921年 - 1993年）
ポルトガル （1912年 - 1918年）
マルタ （1980年 - 1988年）
マレーシア （1963年 - 1982年）
モンゴル人民共和国 （1949年 - 1992年）
奉天軍閥 （1928年 - 1931年）
満州国 （1932年 - 1945年）
南アフリカ連邦 （1920年 - 1927年）
南アフリカ連邦 （1927年 - 1947年）
南アフリカ連邦 （1947年 - 1957年）
南アフリカ共和国 （1957年 - 1981年）
南アフリカ共和国 （1981年 - 1982年）
南アフリカ共和国 （1982年 - 2003年）
南アラビア連邦
ユーゴスラビア王国 （1929年 - 1941年）
ユーゴスラビア社会主義連邦共和国 （1945年 - 1991年）
ユーゴスラビア連邦共和国 セルビア・モンテネグロ
ラオス （1954年 - 1976年）
ラトビア （1919年 - 1926年）
ラトビア （1926年 - 1940年）
ラトビア （1993年 - 2000年）
リトアニア （1919年 - 1920年）
リトアニア （1920年 - 1921年）
リトアニア （1921年）
リトアニア （別の仕様、1921年）
リトアニア （1923年）
リトアニア （別の仕様、1923年）
リトアニア （1928年）
リトアニア （1939年 - 1940年）
リビア王国 （1959年 - 1969年）
リビア・アラブ共和国 （1969年 - 1977年）
大リビア・アラブ社会主義人民ジャマーヒリーヤ国 （1977年 - 2011年）
リベリア
ルーマニア王国 （1941年 - 1944年）
ルーマニア社会主義共和国 （1947年 - 1985年）
レソト （1987年 - 2006年）
ロシア帝国 （1915年 - 1917年）
ロシア帝国 （別の仕様、1915年 - 1917年）
ロシア内戦中の赤軍派 （別の仕様、1917年 - 1922年）
ロシア （2010年 - 2013年）
南ローデシア （1939年 - 1954年）
ローデシア・ニヤサランド連邦 （1954年 - 1963年）
ローデシア （1963年 - 1970年）
ローデシア （1970年 - 1980年）